# 4870 Shcherbanʹ
4870 Shcherbanʹ (1989 UK8) là một tiểu hành tinh nằm phía ngoài của vành đai chính được phát hiện ngày 25 tháng 10 năm 1989 bởi L. V. Zhuravleva ở Nauchnyj.